# توده پستانی
توده پستانی (انگلیسی: Breast mass)یک تودهٔ موضعی پستان است که با بافت اطرافش فرق دارد. پستان‌درد، ترشح نوک پستان، تغییرات پوستی ممکن است به همراه توده وجود داشته باشد. یافته‌های نگران‌کننده شامل توده‌هایی است که سفت هستند، به‌راحتی حرکت نمی‌کنند، شکل نامنظم دارند یا محکم به بافت اطراف چسبیده‌اند.

دلایل احتمالی عبارتند از: تغییرات فیبروسیستی پستان، فیبروآدنوما، ماستیت، گالاکتوسل و سرطان پستان. در حدود ۱۰٪ از توده‌های پستانی، سرطان هستند. روش‌های تشخیص شامل معاینهٔ دستی، تصویربرداری پزشکی و بافت‌برداری است. بیوپسی بافت اغلب با بافت‌برداری آسپیراسیون با سوزن ظریف است. گاهی انجام معاینه‌های مکرر ضروری است.
نوع درمان توده‌های پستانی بستگی به علت زمینه‌ای دارد. ممکن است از تجویز داروهای مسکن ساده تا برداشتن توده توسط جراحی متفاوت باشد. برخی از علل توده‌ها ممکن است بدون درمان برطرف شوند. توده‌های پستانی نسبتاً شایع هستند. این شایع‌ترین شکایت پستان در زنان است که بیشترین نگرانی بانوان، سرطانی بودن توده‌هاست.

## انواع

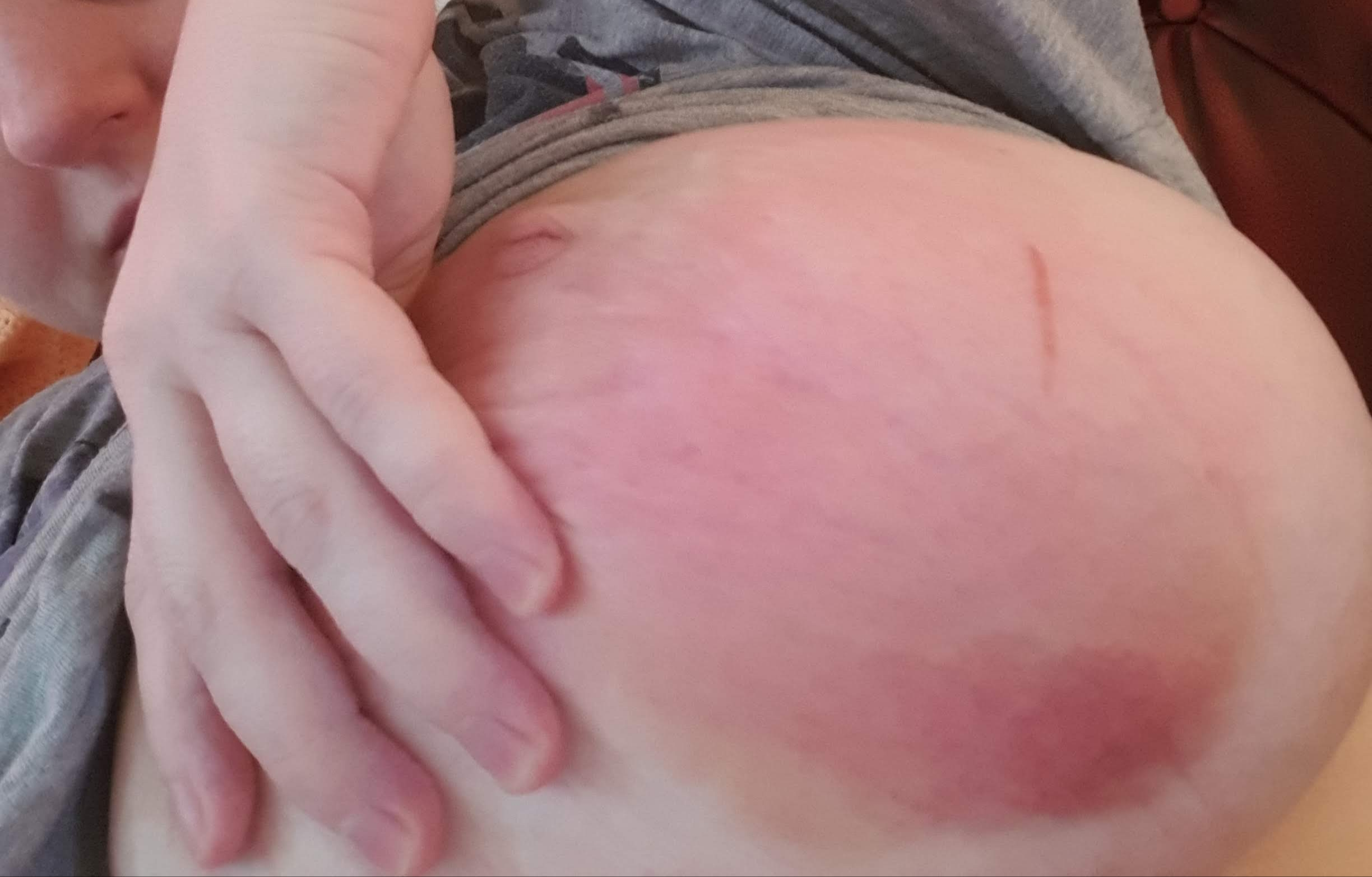
ماستیت با ناحیه وسیعی از التهاب

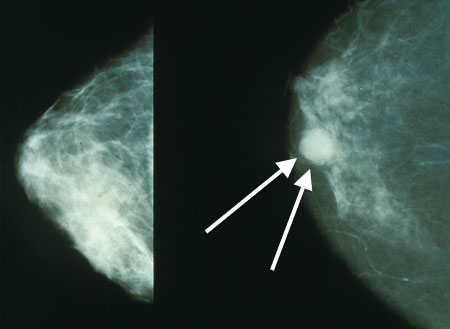
ماموگرافی یک پستان طبیعی (چپ) و یک پستان مبتلا به سرطان (راست).

| یافته‌ها                                 | درضد |
| --------------------------------------- | ---- |
| تغییرات فیبروسیستی پستان                | ۴۰٪  |
| بدون وجود هیچ‌گونه بیماری                | ۳۰٪  |
| فیبروآدنوما                             | ۷٪   |
| سایر دیسپلازی‌های خوش‌خیم پستان و تومورها | ۱۳٪  |
| سرطان پستان                             | ۱۰٪  |

### کیست‌ها و آبسه‌ها
- کیست پستان یک تودهٔ غیر سرطانی که همچون کیسه‌ای پر از مایع است. کیست‌ها به‌طور کلی در زیر پوست قوامی نرم صاف یا لاستیکی دارند و گاهی کاملاً دردناک هستند یا آنکه اصلاً دردی نمی‌کنند. کیست‌ها توسط هورمون‌هایی ایجاد می‌شوند که چرخه قاعدگی را کنترل می‌کنند و در زنان بالای ۵۰ سال نادر هستند.[۸]
- کیست سباسه یک کیسه یا تودهٔ غیر سرطانی و محصور در زیر پوست است که به سبب انسداد مجاری در محل فولیکول مو ایجاد می‌شود. تحریک یا آسیب هورمونی ممکن است باعث بزرگ شدن آنها شود، اما در صورت عدم وجود علائم، نیازی به درمان ندارند.[۸]
- آبسه‌های پستانی توده‌ها یا کیسه‌های غیر سرطانیِ عفونی در پستان هستند. آبسه‌ها می‌توانند بسیار دردناک باشند و باعث قرمز شدن پوست پستان یا احساس گرمی یا سفت شدن پوست آن شوند. آبسه پستان در زنان شیرده بیشتر دیده می‌شود.[۸]

### رویش‌ها
- آدنوم‌ها رشد غیرطبیعی و غیر سرطانی بافت غده‌ای پستان است. شایع‌ترین شکل این توده‌ها، فیبروآدنوما نام دارد و بیشتر در زنان بین ۱۵ تا ۳۰ سال و در زنان آفریقایی‌تبار رخ می‌دهد. آدنوم‌ها معمولاً گرد و سفت و دارای حاشیه‌های صاف هستند. آدنوم‌ها ارتباطی با سرطان پستان ندارند.[۸]

پاپیلوم‌های داخل مجاری، رویش‌های زگیل‌مانندی در مجاری پستان هستند. این توده‌ها معمولاً درست زیر نوک پستان احساس می‌شوند و می‌توانند باعث ترشح خونی از نوک پستان شوند. زنان نزدیک به یائسگی ممکن است تنها یک پاپیلوما داشته باشند، در حالی که زنان جوان‌تر با احتمال بیشتری ممکن است چندین پاپیلوما در یک یا هر دو پستان داشته باشند.
سرطان پستان معمولاً مانند یک توده سفت یا ثابت است که به‌طور کلی شکلی نامنظم دارد و ممکن است احساس شود که به پوست یا بافت عمیق داخل پستان چسبیده‌است. سرطان‌های پستان به‌ندرت دردناک هستند و می‌تواند در هر جایی از پستان یا نوک پستان رخ دهند.

### توده‌های چربی
- نکروز چربی وضعیتی است که در آن سلول‌های چربی طبیعی پستان به صورت توده‌های گرد در می‌آیند. علائم این توده‌ها ممکن است شامل درد، سفتی، قرمزی و/یا کبودی باشد. نکروز چربی معمولاً بدون درمان از بین می‌رود، اما می‌تواند بافت اِسکار دائمی ایجاد کند که ممکن است خود را همچون یک ناهنجاری در ماموگرافی نشان دهد.[۸]

### سایر موارد
هماتوم‌های پستان و سروما ممکن است به صورت تورم موضعی پستان تظاهر یابد. سروماها از عوارض شایع جراحی پستان هستند. هماتوم‌های پستان ممکن است پس از جراحی پستان یا آسیب‌دیدگی پستان نیز رخ دهد یا به‌ندرت در بیماران مبتلا به اختلال انعقاد خون به‌طور خود به خود ایجاد شود.

## تشخیص

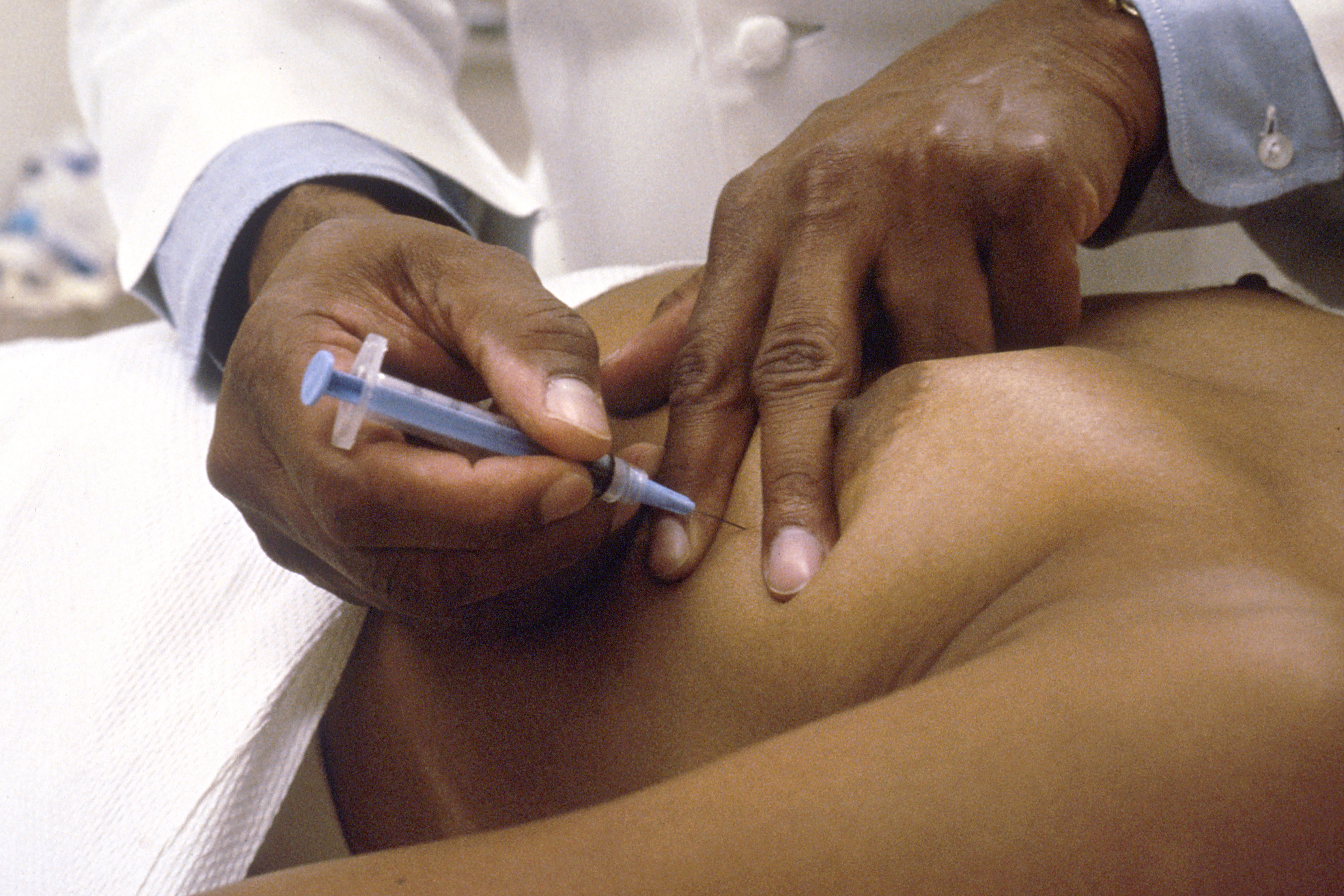
بافت‌برداری آسپیراسیون با سوزن ظریف

توده‌های پستان در بیشتر موارد هنگام خودآزمایی پستان یا در طی معاینه معمولی کشف می‌شوند. با مشاهده یک توده غیرمعمول در پستان، بهترین اقدام این است که برای مشورت با پزشک برنامه‌ریزی کنید که بتواند نوع توده پستان و استراتژی درمان را به بهترین شکل تشخیص دهد.
افراد مبتلا باید سوابق پزشکی مربوط به هر گونه بیماری مربوط به پستان را حفظ کنند، زیرا این امر تشخیص را در صورت عود بیماری یا پیگیری و کشف موارد جدید را تسهیل می‌کند.

## مدیریت درمان
درمان توده‌های پستان بسته به نوع توده متفاوت است. کیست‌ها و آبسه‌های پستان معمولی نیازمند تخلیه هستند، در حالی که کیست‌های سباسه و توده‌های چربی با برداشتن جراحی بهتر درمان می‌شوند.

### درمان فیبروآدنوما
در حال حاضر چندین گزینه درمانی برای فیبروآدنوما وجود دارد: «انتظار توأم با مراقبت»، جراحی باز و جایگزین‌های جراحی کمتر تهاجمی.
- انتظار توأم با مراقبت: برای فیبروآدنوم بسیار کوچک رایج است و شامل معاینات همیشگی پزشک هر ۶ تا ۱۲ ماه است.
- جراحی باز از گذشته یکی از رایج‌ترین روش‌های درمان فیبروآدنوم‌های بزرگ بوده‌است، اما دارای معایب متعددی است. جراحی اغلب نیازمند بیهوشی عمومی و یک روز بستری در بیمارستان است و ممکن است اسکار قابل توجهی را در محل برش ایجاد کند.
- جایگزین‌های جراحی کم‌تهاجمی شامل تکنیک‌های برداشتن بیوپسی و درمان با سرد کردن (Cryoablation) است. برداشتن بیوپسی شامل استفاده از دستگاه بیوپسی به‌همراه مکنده است که بافت فیبروآدنوم را اندک‌اندک برمی‌دارد. این روش ممکن است مؤثر باشد، اما در بسیاری از قادر به تخلیهٔ کامل فیبروآدنوما نیست و این توده دوباره عود خواهد کرد. در درمان با سرد کردن، یک سوند با هدایت سونو از طریق یک برش کوچک در پستان وارد فیبروآدنوم می‌شود. سپس از دمای بسیار سرد برای منجمد کردن ضایعه استفاده می‌شود که در نهایت بافت مورد نظر می‌میرد و سلول‌های مرده دوباره جذب بدن می‌شوند.